# Pseudomalacoceros papillosus
Pseudomalacoceros papillosus är en ringmaskart som först beskrevs av Toru Okuda 1937.  Pseudomalacoceros papillosus ingår i släktet Pseudomalacoceros och familjen Spionidae. Inga underarter finns listade i Catalogue of Life.